# أدريان بورغس
أدريان بورغس (بالإنجليزية: Adrienne Burgess)‏ هي ممثلة أسترالية، ولدت في 20 نوفمبر 1947.

## وصلات خارجية
- أدريان بورغس على موقع IMDb (الإنجليزية)
- أدريان بورغس على موقع ميوزك برينز (الإنجليزية)
- أدريان بورغس على موقع قاعدة بيانات الفيلم (الإنجليزية)